# 近因
近因是指在法律上对损害后果有足够相关性的事件，足以构成损害后果的原因。法律上的因果关系有两种：事实原因和近因。事实原因由“若无”测试决定，即若无某种行为，则结果不会发生，这样行为和结果间就存在事实上的因果关系。而近因是对事实上的因果关系的一种限制。